# Deggingen
Deggingen – miejscowość i gmina w Niemczech, w kraju związkowym Badenia-Wirtembergia, w rejencji Stuttgart, w regionie Stuttgart, w powiecie Göppingen, siedziba wspólnoty administracyjnej Deggingen. Leży w Jurze Szwabskiej, nad rzeką Fils, ok. 15 km na południe od Göppingen, przy drodze krajowej B466.

## Współpraca
Miejscowość partnerska:
- Obercunnersdorf, Saksonia